# Contea di Adams (Wisconsin)
La contea di Adams (in inglese, Adams County) è una contea dello Stato del Wisconsin, negli Stati Uniti. La popolazione al censimento del 2000 era di 18 643 abitanti. Il capoluogo di contea è Adams.

## Strade principali
- Highway 13
- Highway 21
- Highway 23
- Highway 82
- Highway 73